# (23460) 1989 SX9
(23460) 1989 SX9 est un astéroïde de la ceinture principale d'astéroïdes découvert en 1989.

## Description
(23460) 1989 SX9 a été découvert le 26 septembre 1989 à l'observatoire de La Silla, au Chili, par Henri Debehogne.

### Caractéristiques orbitales
L'orbite de cet astéroïde est caractérisée par un demi-grand axe de 2,28 UA, un périhélie de 1,78 UA, une excentricité de 0,22 et une inclinaison de 0,62° par rapport à l'écliptique. Du fait de ces caractéristiques, à savoir un demi-grand axe compris entre 2 et 3,2 UA et un périhélie supérieur à 1,666 UA, il est classé, selon la JPL Small-Body Database, comme objet de la ceinture principale d'astéroïdes.

### Caractéristiques physiques
(23460) 1989 SX9 a une magnitude absolue (H) de 15,2 et un albédo estimé à 0,068.